# Воланский, Тадеуш
Таде́уш (Фадде́й) Вола́нский (пол. Tadeusz Wolański; 17 октября 1785, Шавли — 16 февраля 1865, Рынск) — польский археолог и коллекционер, славянофил, филолог-любитель. Автор маргинальных гипотез о славянском происхождении этрусков и многих других древних цивилизаций.

## Биография
Тадеуш Воланский родился 17 октября 1785 года в Шавлях (на Жмуди), в семье Яна Воланского, надворного советника короля Станислава Августа. Был крестником Тадеуша Костюшко.
В качестве офицера наполеоновской армии Тадеуш Воланский участвовал в кампании 1812 года и стал кавалером ордена Почётного легиона. После женитьбы Воланский поселился в Великой Польше в селении Рыбитвы под Пакошьцы. В это время польский археолог начинает изучать славянские и скандинавские руны, кельтские монеты, этрусские саркофаги и древние памятники Северной Африки. Результаты своих исследований учёный изложил в богато иллюстрированных работах на польском и немецком языках.
Кроме этого, Воланский занимался коллекционированием монет и медалей (в том числе греческих и римских), а также минералов, ракушек, мотыльков и птиц. В коллекции Воланского были бронзовая фигурка Осириса и фаянсовая фигурка ушебти. Обе они были обнаружены при раскопках возле Балтийского моря и датированы VII—IV веками до н. э. По мнению Воланского, эти фигурки являются свидетельством торговых связей между Древним Египтом и славянскими землями. В настоящее время обе фигурки хранятся в Ягеллонском университете.
Также Т.Воланский был известен огромной библиотекой, судьба книг из которой в настоящее время неизвестна.
Т.Воланский умер 16 февраля 1865 года в селении Рыньск (ныне Куявско-Поморское воеводство).

## Идеи
Воланский считал, что сумел расшифровать большинство надписей на этрусском языке, в том числе и памятник вблизи Креккьо. При своей дешифровке этрусского он опирался на славянские языки, считая этрусскую цивилизацию родственной славянским.

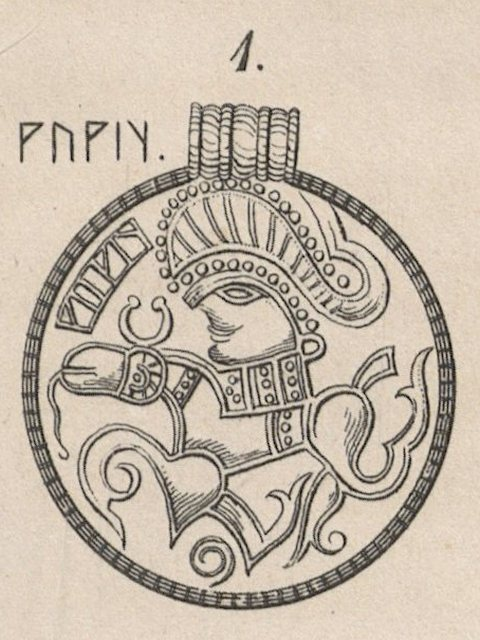
Золотой брактеат Рюрика со «славянскими рунами», иллюстрация из книги Тадеуша Воланского, 1846

Воланский также считал славянскими надписи многих других древних цивилизаций. Он писал:

Учёные претыкались на эти памятники и напрасно трудились до нашего времени разбором их надписей по алфавитам греческому и латинскому, и видя неприложимость таковых, напрасно искали ключа в еврейском языке, потому что таинственный этот ключ ко всем неразгаданным надписям находится только в славянском первобытном языке… Как далеко простиралось в древние времена жительство славян в Африке, пусть докажут славянские надписи на камнях Нумидии, Карфагена и Египта…
Разве в Италии, Индии и Персии — даже в Египте — нет славянских памятников?… Разве древние книги Зороастры, разве развалины Вавилона, памятники Дария, остатки Парса-града (Персеполис) покрытые клинописью, не содержат надписей, понятных славянам? Англичане, французы и немцы смотрят на это, «jak kozioł na wodę». Мы, Славяне, сможем довести эти исследования до конца, только в том случае, если дети и внуки наши захотят пойти по нашим следам!.

В дальнейшем расшифровки Воланского использовались сторонниками тождества этрусков и славян, например, В. А. Чудиновым и авторами «Новой хронологии».
Современные академические исследователи не поддерживают расшифровки Воланского. В частности, Йоахим Слива пишет:

Работы Воланского по своему содержанию доказывают, что автор был слишком доверчив и чрезвычайно одарён пышной фантазией

## Труды
- Wolański Tadeusz. Wyjaśnienie znaczenia napisów na etruskich pomnikach, 1846.
- Описание памятников, объясняющих славяно-русскую историю, составленное Фадеем Воланским, переведённое Егором Классеном // Новые материалы для древнейшей истории славян вообще и славяно-руссов в особенности с лёгким очерком истории русов до Рождества Христова. М., 1854; СПб., 1995.